# Acid 2,4-dihidroxibenzoic
Acidul 2,4-dihidroxibenzoic (denumit și acid β-rezorcilic sau Resochin) este un compus organic, fiind un acid dihidroxibenzoic. Fiind un izomer de acid rezorcilic, este unul dintre cei trei acizi cristalini izomeri care sunt atât derivați carboxilici ai rezorcinolului, cât și derivați dihidroxilici ai acidului benzoic.

## Obținere
Este un produs de degradare a glicozidelor de cianidină din vișine în culturi celulare. Este, de asemenea, un metabolit găsit în plasma umană după consumul de suc de merișoare.